# Chruszczewka (gmina)
Chruszczewka (hist. Dębe Nowe; przejściowo Chruszczówka) – dawna gmina wiejska istniejąca do 1954 roku w woj. lubelskim/warszawskim. Siedzibą władz gminy była Chruszczewka.
Poprzedniczką gminy Chruszczewka była gmina Dębe Nowe – jedna z 12 gmin wiejskich powiatu sokołowskiego guberni siedleckiej. Brak informacji o dacie zmiany nazwy gminy Dębe Nowe ale w publikacjach z 1921 roku jednostka występuje już pod nazwą gmina Chruszczówka, a w 1933 jako gmina Chruszczewka w powiecie sokołowskim w woj. lubelskim. 1 kwietnia 1939 roku gmina wraz z całym powiatem sokołowskim została przeniesiona do woj. warszawskiego.
Po wojnie gmina zachowała przynależność administracyjną. Według stanu z dnia 1 lipca 1952 roku gmina składała się z 18 gromad. 1 września 1952 do gminy Chruszczewka włączono gromadę Kostki z gminy Miedzna w powiecie węgrowskim, natomiast z gminy Chruszczewka wyłączono gromadę Żeleźniki, którą włączono do  gminy Miedzna w powiecie węgrowskim.
Gmina została zniesiona 29 września 1954 roku wraz z reformą wprowadzającą gromady w miejsce gmin. Jednostki nie przywrócono 1 stycznia 1973 roku po reaktywowaniu gmin.